# Helvacı (Karataş)
Helvacı ist ein Ortsteil (Mahalle) im Landkreis Karataş der türkischen Provinz Adana mit 387 Einwohnern (Stand: Ende 2024). Im Jahr 2011 hatte der Ort 294 Einwohner.